# Karl Emmerich
Karl Friedrich Emmerich (* 11. April 1810 in Rodheim vor der Höhe; † 6. Dezember 1881 in Oberrad) war ein hessischer Jurist und Politiker und Abgeordneter der 2. Kammer der Landstände des Großherzogtums Hessen.
Karl Emmerich war der Sohn des Kaufmanns Peter Abraham Emmerich und dessen Ehefrau Charlotte, geborene Bierau. Emmerich war evangelischen Glaubens. Er studierte Rechtswissenschaften und wurde Hofgerichtssekretariatsakzessist. 1843 wurde er Assessor am Landgericht Groß-Karben und 1849 am Landgericht Grünberg. 1852 wurde er entlassen.
Von 1849 bis 1850 gehörte er der Zweiten Kammer der Landstände an. Er wurde für den Wahlbezirk Oberhessen 10/Grünberg gewählt.

## Belege
1. ↑  Standesamt Oberrad: Sterberegister. Nr. 135/1881.

| Personendaten    | Personendaten                             |
| ---------------- | ----------------------------------------- |
| NAME             | Emmerich, Karl                            |
| ALTERNATIVNAMEN  | Emmerich, Karl Friedrich                  |
| KURZBESCHREIBUNG | Landtagsabgeordneter Großherzogtum Hessen |
| GEBURTSDATUM     | 11. April 1810                            |
| GEBURTSORT       | Rodheim vor der Höhe                      |
| STERBEDATUM      | 6. Dezember 1881                          |
| STERBEORT        | Oberrad                                   |